# Матильда Бранденбурзька
Матильда Бранденбурзька (пол. Matylda Brandenburska, нім. Matilda von Brandenburg; 1270 — 1 січня 1298) — принцеса з династії Асканії; у шлюбі — Княгиня Вроцлава і Велика княгиня Польщі.
Донька Отто V, маркграфа Бранденбургу.
Була далекий нащадком Великих князів Київських.

## Біографія
Була другою донькою Отто V, маркграф Бранденбургу та його дружини Юдит Генеберг-Кобург, доньки Германа І, графа Генебергу.
Герман І мав шість дітей: трьох братів і трьох сестер. Двоє братів Матильди: Альберт і Отто, померли молодими; а ще один брат Герман, успадкував всі батьківські домени й володіння.
1284 року старша сестра Матильди Беатріс Брандербурзька вийшла заміж за Болка I, князя Свидниці. Інші дві сестри — Кунігунда, померла неодружена, і Юдит, яка у 1303 році одружилася з Рудольфом I, герцогом Сакс-Вітембергу.
До 1287/1288 р. Матильда вийшла заміж за Генриха IV, князя Вроцлава і Великого князя Польського; стала його другою дружиною. Попередній шлюб Генріха IV з дочкою князя Опольського Владислава, Констанс закінчився або її смертю, або розлученням й вигнанням на батьківщину.
Згідно з іншими джерелами, справжньою причиною розлучення було те, що Генріх IV мав роман з Матильдою і хотів одружитися з нею.
Оскільки пара була родичами, їм була потрібна згода Папи Римського, яка, можливо, була видана незабаром після весілля.
Дітей у них не було.
23 червня 1290 року Генріх IV несподівано помер, мабуть, отруєний. Незабаром Матильда повернулася до Бранденбурга, де померла до 1 червня 1298 року і була похована в цистерціанському монастирі в Клостер-Леніні.

## Родовід
Матильда Бранденбурзька веде свій родовід, в тому числі, й від Великих князів Київських Володимира Великого та Ярослава Мудрого.